# Supertamarcos

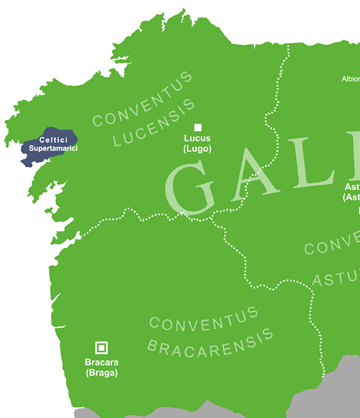
Localização aproximada do povo dos supertamarcos na província romana da Gallaecia

Os supertamarcos ou celtas supertamarcos (em latim: Celtici supertamarici) eram uma antiga tribo celta de Galécia, um povo galaico lucense que viveu no oeste da atual Galiza, na comarca de Jalhas.

## História
Segundo a História Natural de Plínio, o Velho, antes da romanização da Galiza a zona da antiga Comarca de Carnota, estava povoada pela tribo galaica dos supertamarcos (de além do Tambre), que depois ficaram integrados no Convento Lucense. Esta denominação foi seguida por Ptolomeu e Estrabão.
Promunturium Celticum, amnes Florius, Nelo. Celtici cognomine Neri et super Tamarci, quorum in paeninsula tres arae Sestianae Augusto dicatae, Copori, oppidum Noeta, Celtici cognomine Praestamarci, Cileni. ex insulis nominandae Corticata et Aunios.— 
Pompônio Mela foi outro dos autores que no século I descreveu a tribo dos supertamarcos no seu De Chorographia:
Totam Celtici colunt, sed a Durio ad flexum Grovi, fluuntque per eos Avo, Celadus, Nebis, Minius et cui oblivionis cognomen est Limia. Flexus ipse Lambriacam urbem amplexus recipit fluvios Laeron et Ullam. Partem quae prominet Praesamarchi habitant, perque eos Tamaris et Sars flumina non longe orta decurrunt, Tamaris secundum Ebora portum, Sars iuxta turrem Augusti titulo memorabilem. Cetera super Tamarici Nerique incolunt in eo tractu ultimi. Hactenus enim ad occidentem versa litora pertinent.
Todos que aqui habitam são celtas, exceto do Douro à Baía dos Gróvios, e aí fluem Avo, Celado, Nebo, Minho, e o que se chama Esquecimento, o Lima. A baía da cidade de Lambriaca recebe o abraço dos rios Lérez e Ulla. A parte saliente é habitada pelos pretamarcos, não muito longe de onde correm os rios Tambre e Sars, o Tambre através do porto de Ebora, o Sars junta-se à torre de Augusto, um monumento memorável. E além disso habitam os supertamarcos e os neros nos últimos trechos. Aqui a costa olha para o ocidente.

### Estelas funerárias

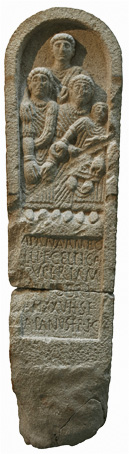
Estela de Crescente, onde se menciona os supertamarcos

Conservam-se cinco estelas funerárias que contêm referências à tribo dos celtas supertamarcos, curiosamente todas elas aparecidas muito longe da situação original desta tribo:
- Estela de Crescente AE 1976, 286. É uma das estelas funerárias mais singulares das aparecidas na Galiza, põe-lo seu enorme tamanho e por conter uma inscultura da família da defunta. Procede do lugar de Crescente (San Pedro de Mera, Lugo), e conserva no Museu Provincial de Lugo.

APANA AMBOLLI F(ilia) CELTICA SVPERTAM(ARICA) MIOBRI AN(Norum) XXV H(ic) S(ita) E(st) APANVS FR(ater) F(aciendum) C(uravit)
Tradução:

Apana, filha de Ambolo, Céltica Supertamárica, do Castro de Miobri, de 25 anos, jaz aqui. Apano, o seu irmão, mandou erigir essa dedicatória.
- Estela de Ebúria, encontrada em Andiñuela de Somoza (Leão) AE 1997, 873.

EBVRIA CALVENI F(ILIA) CELTICA SUP(ERTAMARICA) [de] LUBRI AN(NORUM) XXVI H(IC) S(ITA) E(ST)
- Estela de Fusca, encontrada em Astorga (Leão) CIL II, 2902.

FVSCA COEDI F. CELTICA SVPERTA(MARICA) 'C' [.]LANIOBRENSI SECOSILIA COEDI F. SOROR SVA POSVIT.
- Estela de Clarino, encontrada em Astorga (Leão) AE 1976, 286.

CLARINVS CLARI F. CELTICUS SUPERTAMA(RICUS) ANN. VI S. E. E. S. T. T.
- Estela de um(a) Céltico(a) Supertamárico(a), encontrada em Astorga (Leão) CIL II, 2904.

(CE)LTI(CUS) SUPERTAM(A)RICUS AN. XL H. S. E. S. T. T. L.